# Barrachina (kommunhuvudort)
Barrachina är en kommunhuvudort i Spanien.   Den ligger i provinsen Provincia de Teruel och regionen Aragonien, i den östra delen av landet, 220 km öster om huvudstaden Madrid. Barrachina ligger 1 049 meter över havet och antalet invånare är 170.
Terrängen runt Barrachina är kuperad österut, men västerut är den platt. Barrachina ligger nere i en dal. Runt Barrachina är det mycket glesbefolkat, med 2 invånare per kvadratkilometer. Närmaste större samhälle är Calamocha, 13,6 km väster om Barrachina. Trakten runt Barrachina består till största delen av jordbruksmark.